# Hakim Medane
Hakim Medane (in arabo حكيم مدان‎?; El Harrach, 5 settembre 1966) è un ex calciatore algerino, di ruolo centrocampista.

## Carriera

### Club
Ha giocato nel massimo campionato algerino e portoghese.

### Nazionale
Con la maglia della Nazionale ha disputato tre edizioni della Coppa d'Africa.